# 파이오링크
파이오링크 (영어: PIOLINK)는 대한민국의 네트워크 및 보안 전문기업이다. 애플리케이션 서비스의 가용성, 성능, 보안 및 관리 효율성을 높이는 제품을 자체적으로 개발하고 있으며, 보안관제 및 보안컨설팅 등 전문화된 정보보호 서비스를 제공하고 있다.

## 역사
- 2000년 7월 서울대학교 제어계측학과 출신 7명에 의해 설립되었다. 문홍주 대표(2000~2004)[1], 이호성 대표(2004~2006)[2]를 거쳐, 조영철 대표(2007~현재)[3]가 맡고 있다.
- 2001년 7월 국내 최초로 부하분산기(로드밸런서) PINKBOX를 출시[4]했다. 이 제품은 당시 부하분산기 및 L4스위치 등으로 불렸으며, 현재 애플리케이션 전송 컨트롤러의 전신이 된다. 이 후 L4/L7 로드밸런싱, 가속, 보안, 가상화 등 고급기능이 추가되면서 애플리케이션 전송 컨트롤러의 모습을 갖춘 PAS가 2004년 출시되고, 2011년 PAS-K 모델로 발전[5][6]했다.
- PAS의 성공과 애플리케이션 네트워킹 기술을 기반으로 하여, 웹 애플리케이션 방화벽을 개발, 2006년 WEBFRONT를 출시하고,[7] 트래픽 처리 용량과 성능을 높인 WEBFRONT-K을 2013년 발표했다.[8]
- 2010년 L2/L3 스위칭에 유해트래픽 차단 기능을 추가한 보안스위치 TiFRONT를 출시[9]하고, 2015년 클라우드 관리시스템에서 쉽게 관리가 가능한 클라우드 보안스위치로 발전[10]시켰다.
- 2013년 코스닥 상장[11]
- 2014년 NHN과 전략적 업무 제휴[12]를 맺고 클라우드 데이터센터 최적화를 위한 다양한 IT 인프라 솔루션 사업을 전개하기로 했다.
- 2015년 보안관제 서비스 사업 시작[13]
- 2018년 보안컨설팅 서비스 사업 시작[14]
- 2021년 이글루시큐리티가 NHN이 보유한 파이오링크 지분 전량(28.97%)을 인수

## 주요 제품
- PAS-K (애플리케이션 딜리버리 컨트롤러) VPN/방화벽, 서버/캐시 서버, 게이트웨이 등 다양한 부하 분산 기능을 지원해 대용량 트래픽을 균형 있게 전송함으로써 대상 장비의 안정성과 리소스를 확보하도록 돕는 것이 특징. 트래픽 폭주 제어, SSL, 압축, 캐싱, 가속, 가상화 지원
- WEBFRONT-K (웹 애플리케이션 방화벽) 웹 애플리케이션에 대한 불법 요청을 차단하고 중요 콘텐츠의 유출을 방지함으로써 웹 사이트의 안전을 보장
- TiFRONT 보안스위치 내부 네트워크에서 각종 유해 트래픽의 확산을 막기 위해 액세스 스위치에 보안을 결합
- TiFRONT 클라우드 보안스위치 기존 보안스위치에서 한 단계 발전한 스위치. 클라우드에 있는 관리 컨트롤러를 통해 쉽고 간편하게 스위치를 설치하고, 운용 및 장애 등을 처리. 그리고 보안기능으로서 사용자 단말에서 발생하는 유해 트래픽(랜섬웨어, ARP 스푸핑, 봇 등) 확산 차단 및 IT 자원 관리 등 제공. 영상보안 네트워크에 특화된 기능으로 CCTV 망 보안 및 IP 카메라 비밀번호 일괄 변경 기능 제공
- TiFRONT 백본스위치 백본 망의 급증하는 트래픽 용량에 안정적으로 대응, 대용량 트래픽이 발생하는 데이터센터, 대학, 기업망의 코어 장비로 활용

## 주요 서비스
- 보안관제 서비스 과학기술정보통신부로부터 '보안관제 전문기업'으로 지정[15]
- 보안컨설팅 서비스 과학기술정보통신부로부터 '정보보호 전문서비스 기업'으로 지정[16]
- 보안 솔루션